# Kvašov
Kvašov (in ungherese Kvassó) è un comune della Slovacchia facente parte del distretto di Púchov, nella regione di Trenčín.